# Madrid (diari)
Madrid fou un periòdic que es va publicar a Madrid entre 1939 i 1971. Juan Pujol Martínez, que durant la Segona República havia dirigit el diari vespertí d'orientació dretana Informaciones (propietat de Joan March i Ordinas) i havia estat diputat en les llistes de la CEDA, va optar i va obtenir una de les poques llicències d'obertura de periòdics que es van concedir després del final de la guerra civil espanyola.
En els seus inicis, el diari Madrid fou un periòdic modest, sense grans aspiracions i que va arribar a arribar a tenir a la fi dels anys 50 un tiratge de 60.000 exemplars. En 1962, la capçalera és adquirida per la societat Fomento de Actividades Culturales, Económicas y Sociales (FACES), integrada per diferents corrents afins al règim franquista. En 1966, Rafael Calvo Serer, notable membre de l'Opus Dei i partidari de Joan de Borbó, prengué el control de l'empresa editorial i nomenà Antonio Fontán director del periòdic.
En aquesta època comptava en la redacció del Diari Madrid: Miguel Ángel Aguilar, José Oneto, José Vicente de Juan i Alberto Mínguez. A partir d'aquest moment, Madrid esdevingué un referent dels corrents aperturistes que començaven a despuntar en el crepuscle de la dictadura. Es caracteritzava per la seva independència i l'expressió d'idees pròpies amb freqüència molt crítiques amb el règim. Començaren també de manera tímida i subtil a reclamar una major obertura democràtica i una millor defensa de les llibertats i els drets individuals. Aquesta nova línia editorial li va provocar greus dificultats amb el govern. Un article de Calvo Serer, publicat en 1968, en el qual de manera indirecta i mitjançant una subtil comparança amb Charles de Gaulle, demandava la retirada del poder de Francisco Franco, va provocar la suspensió del diari durant dos mesos. Posteriorment, el 25 de novembre de 1971, amb l'excusa de dificultats empresarials, el Govern procedí a la cancel·lació del periòdic i prohibí la seva publicació. Malgrat les batalles judicials que es van succeir, el diari es va veure obligat a vendre el seu patrimoni per a plantar cara als deutes, i el 24 d'abril de 1972 es va procedir a volar la seu del rotatiu, en un acte simbòlic que suposava donar per resolta una de les primeres incursions en el terreny dels principis democràtics durant els anys de la dictadura franquista.